# Prorella irremorata
Prorella irremorata là một loài bướm đêm trong họ Geometridae.